# Théâtre national de la république de Carélie

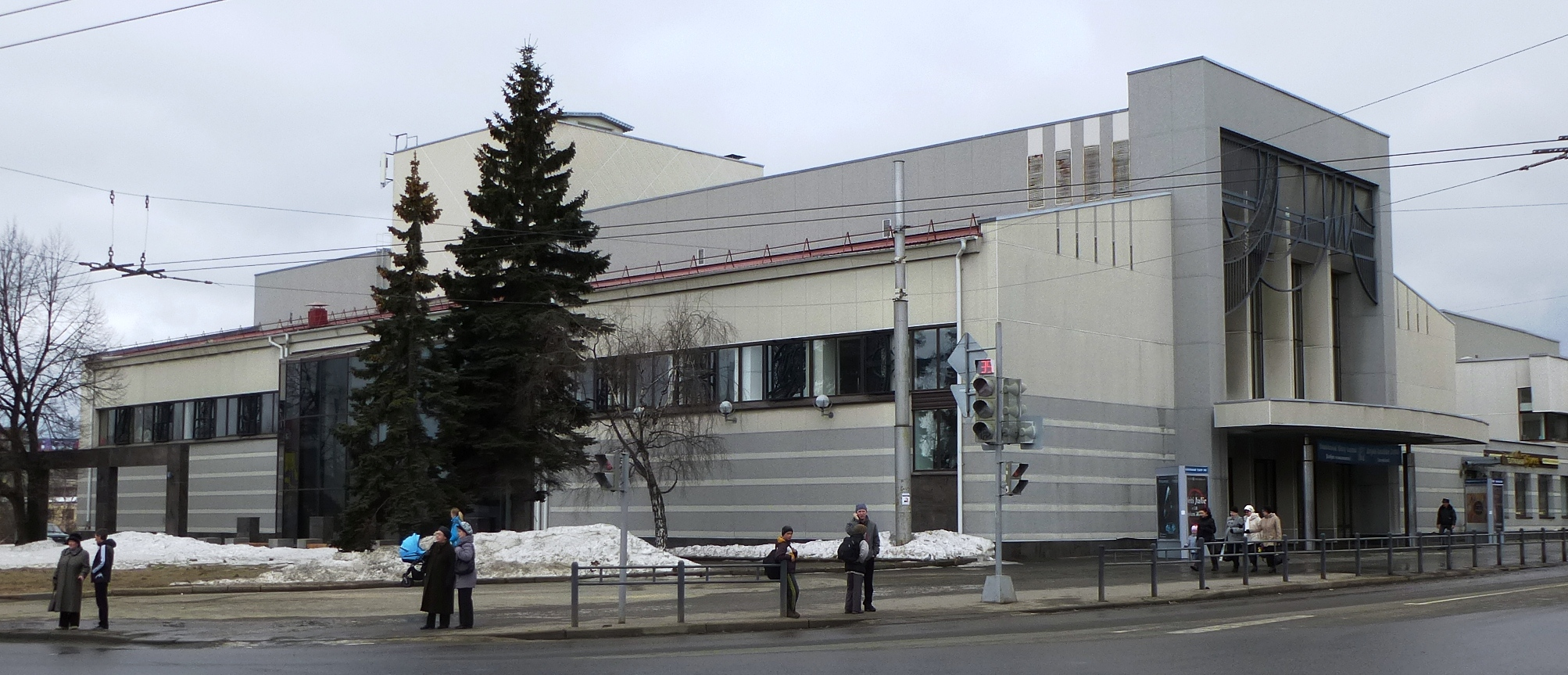
Le théâtre national de la République de Carélie

Le théâtre national de la république de Carélie (russe: Национальный театр Республики Карелия, finnois: Petroskoin kansallinen teatteri) est un théâtre situé à Petrozavodsk, en république de Carélie, sujet fédéral de la fédération de Russie. Les pièces peuvent être jouées en russe, finnois ou carélien,,, notamment par un dispositif de traduction simultanée vers le russe.
Il fut fondé au début des années 1930. 
En 2009, un festival de théâtre finlandais y fut organisé et une polémique éclata au sujet d'une pièce intitulée Je suis Adolf Eichmann : elle dut être présentée à huis clos sous forme d'une vidéo.
En 2010, son directeur fut licencié car il n'aurait pas souhaité accueillir une troupe russe.

## Source
- (nl) Cet article est partiellement ou en totalité issu de l’article de Wikipédia en néerlandais intitulé « Nationaal theater van de republiek Karelië » (voir la liste des auteurs).